# Mozambik na Mistrzostwach Świata w Lekkoatletyce 2013
Mozambik na Mistrzostwach Świata w Lekkoatletyce 2013 – reprezentacja Mozambiku podczas czempionatu w Moskwie liczyła 1 zawodnika.

## Występy reprezentantów Mozambiku
| Konkurencja             | Zawodnik       | Runda 1  | Runda 1 | Półfinał | Półfinał | Finał    | Finał   |
| Konkurencja             | Zawodnik       | Rezultat | Pozycja | Rezultat | Pozycja  | Rezultat | Pozycja |
| ----------------------- | -------------- | -------- | ------- | -------- | -------- | -------- | ------- |
| Bieg na 1500 m mężczyzn | Flavio Seholhe | 3:53,18  | 32.     | NQ       | NQ       | NQ       | NQ      |